# Forty Licks
Forty Licks er et dobbelt opsamlingsalbum fra The Rolling Stones. Det viser først og fremmeste deres 40 år lange karriere, men det er også bemærkelsesværdigt da det er det første album der samler bandets udgivelser fra årene hos Decca / London, der nu blev udgivet af deres nye pladeselskab Virgin

## Historie
Forty Licks blev lavet efter den enorme succes med The Beatles album ”1”, et opsamlingsalbum udgivet i 2000. Det blev udgivet i september, og Forty Licks gik til top som nummer 2 i både England og USA. Den solgte flere millioner verden over, og ikke mindste i USA hvor den solgte firedobbelt platin. Af de fire nye sange på disc 2 var det Don't Stop, der blev en single, og den blev det stort hit både i USA og England. 
Efter albummets udgivelse begyndte The Rolling Stones på den succesfulde, årelange, internationale ”Lick Tour”, der til slut resulteret i live albummet ”Live Lick”, fra 2004.

## Spor
- Alle sangene er skrevet af Mick Jagger and Keith Richards udtaget hvor andet er påført.

### Disc 1
1. "Street Fighting Man" – 3:15
2. "Gimme Shelter" – 4:31
3. "(I Can't Get No) Satisfaction" – 3:43
4. "The Last Time" – 3:40
5. "Jumpin' Jack Flash" – 3:42
6. "You Can't Always Get What You Want" – 7:28
7. "19th Nervous Breakdown" – 3:56
8. "Under My Thumb" – 3:41
9. "Not Fade Away" (Charles Hardin/Norman Petty) – 1:48
10. "Have You Seen Your Mother Baby?" – 2:35 
  -  Den originale titel var "Have You Seen Your Mother, Baby, Standing in the Shadow?" men blev forkortet til denne udgivelse.
11. "Sympathy for the Devil" – 6:17
12. "Mother's Little Helper" – 2:46
13. "She's a Rainbow" – 4:12
14. "Get Off of My Cloud" – 2:55
15. "Wild Horses" – 5:43
16. "Ruby Tuesday" – 3:13
17. "Paint It, Black" – 3:44
18. "Honky Tonk Women" – 2:59
19. "It's All Over Now" (Bobby Womack/Shirley Jean Womack) – 3:26
20. "Let's Spend the Night Together" – 3:26

### Disc 2
1. "Start Me Up" – 3:33
2. "Brown Sugar" – 3:50
3. "Miss You" – 3:35 
  -  Edit Version.
4. "Beast of Burden" – 3:28 
  -  Edit Version.
5. "Don't Stop" – 3:59
6. "Happy" – 3:05
7. "Angie" – 4:32
8. "You Got Me Rocking" – 3:34
9. "Shattered" – 3:46
10. "Fool to Cry" – 4:07 
  -  Edit Version.
11. "Love Is Strong" – 3:48
12. "Mixed Emotions" – 4:00 
  - Edit Version.
13. "Keys to Your Love" – 4:11
14. "Anybody Seen My Baby?" (Mick Jagger/Keith Richards/K.D. Lang/Ben Mink) – 4:07 
  -  Edit Version .
15. "Stealing My Heart" – 3:42
16. "Tumbling Dice" – 3:47
17. "Undercover of the Night" – 4:13 
  -  Edit Version.
18. "Emotional Rescue" – 3:41 
  -  Edit Version.
19. "It's Only Rock 'n' Roll (But I Like It)" – 4:09 
  -  Edit Version.
20. "Losing My Touch" – 5:06 
  -  Numrene 5, 13, 15 og 20 er nye indspilninger fra 2002.

## Musikere
- Mick Jagger – Sang, Mundharmonika, Percussion, Guitar, Elektrisk Klaver
- Keith Richards – Lead Guitar, Rhythm Guitar, Akustisk Guitar, Kor, Bass, Kontrabas, Sang
- Brian Jones – Lead Guitar, Rhythm Guitar, Tamburin, Marimba, Mundharmonika, Kor, Blokfløjte, Klaver, Sitar
- Bill Wyman – Bass, Maracas, Kor, Kontrabas
- Charlie Watts – Trommer, Percussion, Kor
- Mick Taylor – Lead Guitar, Slide Guitar, Bass
- Ron Wood – Guitar, Kor, Stortromme, Bass

### Andre
- Madelaine Bell – Kor
- Sugar Blue – Harpe
- Blondie Chaplin – Kor, Shaker
- Merry Clayton – Sang
- Mel Collins – Saxofon
- Sara Dash – Kor
- Jim Dickinson – Klaver
- Rocky Dijon – Percussion, Conga
- Sly Dunbar – Percussion
- Marianne Faithfull – Kor
- Lisa Fischer – Kor
- Bernard Fowler – Kor
- Nicky Harrison – Strenge Arrangement
- Nicky Hopkins – Klaver, Kor
- Kick Horns – Messingblæser
- Luis Jardin – Percussion
- Darryl Jones – Bass
- John Paul Jones – Arrangement of Strenge
- Bobby Keyes – Saxofon, Percussion
- Clydie King – Kor
- Al Kooper – Klaver, Valdhorn, Orgel
- Chuck Leavell – Klaver, Orgel, Keyboard
- The London Bach Choir – Kor
- Dave Mason – Shenai
- Ian McLagan – Elektrisk Klaver
- Jimmy Miller – Percussion, Trommer, Kobjælke
- Jamie Muhoberac – Bass, Keyboard
- Ivan Neville – Kor
- Nanette Newman – Kor
- Jack Nitzsche – Klaver
- Anita Pallenberg – Kor
- Jim Price – Trompet, Basun
- Ian Stewart – Klaver
- Doris Troy – Kor
- Vanetta – Kor
- Waddy Wachtel – Elektrisk Guitar, Akustisk Guitar
- Don Was – Keyboard
- Denis O'Regan – Fotograf